# Harold Russell
Harold John Avery Russell (North Sydney, 14 gennaio 1914 – Needham, 29 gennaio 2002) è stato un attore e militare canadese che servì l'United States Army dal 1941 al 1944.
Veterano della seconda guerra mondiale, fu vincitore del premio Oscar al miglior attore non protagonista per I migliori anni della nostra vita.

## Biografia
Il 6 giugno 1944, il giorno dello sbarco in Normandia, mentre era istruttore dell'esercito, insegnava lavori di demolizione con la 13ª Divisione Aerotrasportata Statunitense a Camp Mackall, nella Carolina del Nord, una miccia difettosa fece detonare l'esplosivo TNT che stava maneggiando. Di conseguenza, perse entrambe le mani e gli furono applicate due protesi. Dopo la riabilitazione, frequentò l'Università di Boston come studente a tempo pieno.
Diventato attore cinematografico non professionista, vinse il premio Oscar al miglior attore non protagonista nel 1947 per l'interpretazione del reduce di guerra Homer Parrish, mutilato degli arti superiori, nel film I migliori anni della nostra vita (1946) di William Wyler, che scritturò Russell dopo averlo visto nella pellicola Diary of a Sergeant, un film documentario sulla riabilitazione dei soldati mutilati di guerra. Sempre nel 1947, Russell vinse anche un Oscar onorario per aver portato speranza e coraggio ai compagni veterani, grazie alla sua interpretazione nel film di Wyler.

## Filmografia parziale

### Cinema
- I migliori anni della nostra vita (The Best Years of Our Lives), regia di William Wyler (1946)
- I ragazzi del Max's bar (Inside Moves), regia di Richard Donner (1980)
- Dogtown (Dogtown), regia di George Hickenlooper (1997)

### Televisione
- Trapper John (Trapper John, M.D.), regia di registi vari (1979-1986)
- China Beach (China Beach), regia di registi vari (1988-1991)

## Doppiatori italiani
- Ferruccio Amendola in I migliori anni della nostra vita (ridoppiaggio anni settanta)

## Riconoscimenti
Premi Oscar 1947 – Oscar al miglior attore non protagonista per I migliori anni della nostra vita